# Fryderyk dla artysty roku (muzyka poważna)
Fryderyk dla artysty roku (muzyka poważna) – polska nagroda muzyczna Fryderyk, przyznawana corocznie w latach 2013–2014 w sekcji muzyki poważnej w kategorii artysta roku. Honorowała artystów muzycznych za całokształt działalności w danym roku. Fryderyki są przyznawane od 1995 przez Związek Producentów Audio-Video (ZPAV) za osiągnięcia w rodzimym przemyśle muzycznym. Od 2000 za wyłanianie nominowanych, a następnie laureatów odpowiedzialna jest powołana przez ZPAV Akademia Fonograficzna.
Kategoria pojawiła się po raz pierwszy podczas 19. edycji, Fryderyków 2013. W edycji 2015 została wycofana.

## Laureaci i nominowani
| Rok  | Zdjęcie | Laureat           | Pozostałe nominacje                                                             | Źr.   |
| ---- | ------- | ----------------- | ------------------------------------------------------------------------------- | ----- |
| 2013 |         | Paweł Łukaszewski | - Ars Nova - Łukasz Borowicz - Olga Pasiecznik - Rafał Blechacz                 | [ 5 ] |
| 2014 |         | Piotr Beczała     | - Apollon Musagète Quartett - Paweł Gusnar - Paweł Łukaszewski - Rafał Blechacz | [ 6 ] |

## Statystyki

### Artyści z największą liczbą nominacji
| Liczba | Artysta           | Lata       |
| ------ | ----------------- | ---------- |
| 2      | Paweł Łukaszewski | 2013, 2014 |
| 2      | Rafał Blechacz    | 2013, 2014 |